# Губенко Олександр Лук'янович
Олександр Лук'янович Губенко (нар. 1903, місто Олександрівськ, тепер Запоріжжя — розстріляний 17 січня 1938) — український радянський державний діяч, т.в.о. відповідального секретаря Запорізького міського комітету КП(б)У.

## Життєпис
Народився в селянській родині. Здобув неповну середню освіту.
Член ВКП(б).
З 2 березня 1931 року — завідувач агітмасового сектору Запорізького міського комітету КП(б)У. З 6 березня 1932 року — член секретаріату Запорізького міського комітету КП(б)У.
25 березня 1932 — 5 травня 1933 року — завідувач організаційного відділу Запорізького міського комітету КП(б).
11 — 18 вересня 1932 року — тимчасовий виконувач обов'язків відповідального секретаря Запорізького міського комітету КП(б)У Дніпропетровської області.
До 1937 року — начальник політичного відділу радгоспу «Любомирівка» Дніпродзержинського району Дніпропетровської області.
У 1937 році заарештований органами НКВС. 16 січня 1938 року засуджений Військовою колегією Верховного суду СРСР до розстрілу. Розстріляний наступного дня.
Посмертно реабілітований 5 травня 1956 року.